# Pedethma
Pedethma is een geslacht van kevers uit de familie bladkevers (Chrysomelidae).
De wetenschappelijke naam van het geslacht werd in 1923 gepubliceerd door Julius Weise.

## Soorten
- Pedethma australiensis Lingafelter & Konstantinov, 2000
- Pedethma cookensis Lingafelter & Konstantinov, 2000
- Pedethma demiensis Lingafelter & Konstantinov, 2000
- Pedethma howdeni Lingafelter & Konstantinov, 2000
- Pedethma humeromaculata Lingafelter & Konstantinov, 2000
- Pedethma kirejtshuki Lingafelter & Konstantinov, 2000
- Pedethma kurandensis Lingafelter & Konstantinov, 2000
- Pedethma maculata Lingafelter & Konstantinov, 2000
- Pedethma nigra Lingafelter & Konstantinov, 2000
- Pedethma pinnipenis Lingafelter & Konstantinov, 2000
- Pedethma pubescens Lingafelter & Konstantinov, 2000
- Pedethma seymourensis Lingafelter & Konstantinov, 2000
- Pedethma sinuatipenis Lingafelter & Konstantinov, 2000
- Pedethma weisei Lingafelter & Konstantinov, 2000